# Kirche Hohenheida

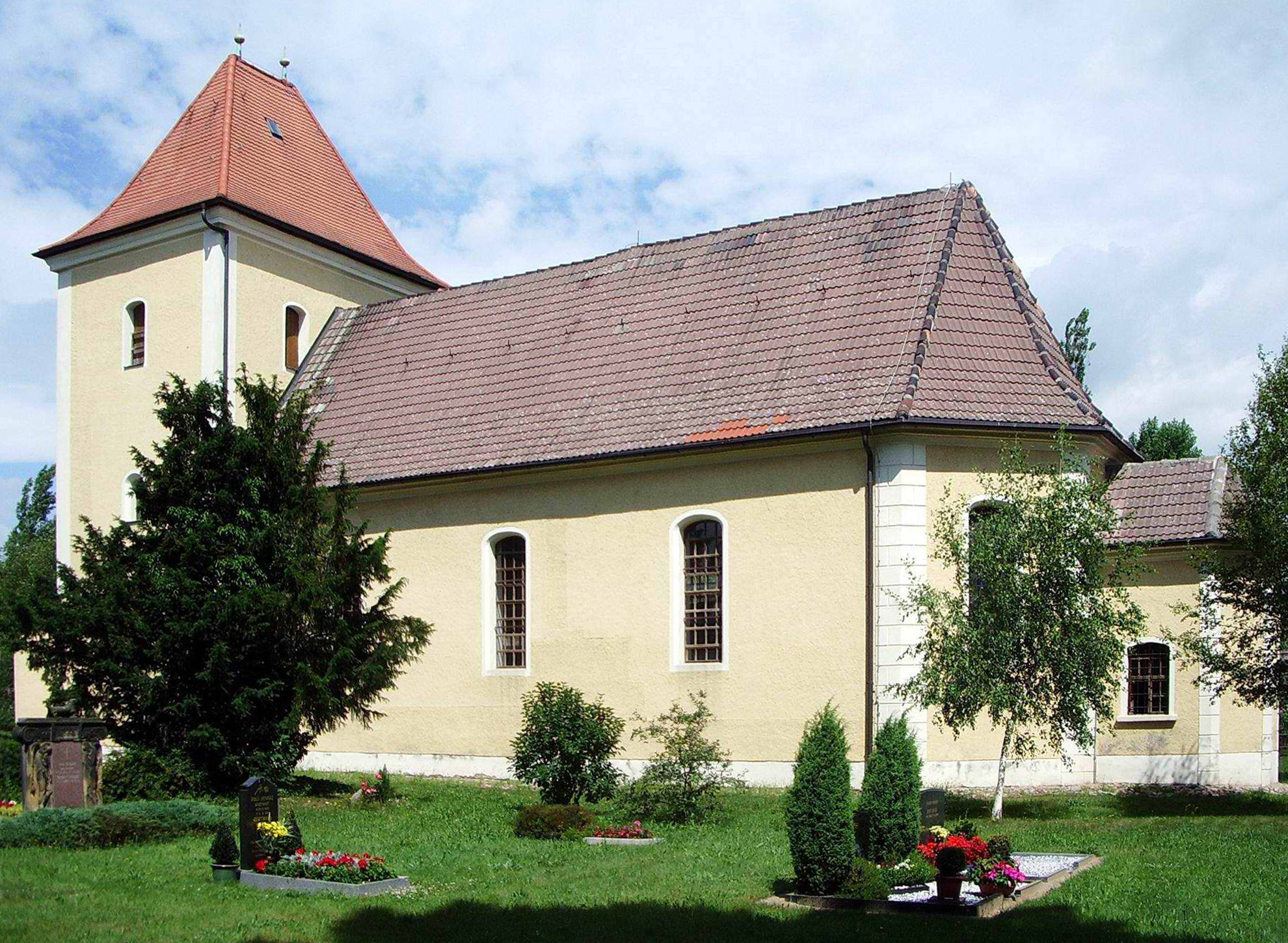
Kirche Hohenheida (2006)

Die Kirche Hohenheida ist ein Kirchengebäude der Evangelisch-Lutherischen Landeskirche Sachsens im Leipziger Stadtteil Hohenheida. Sie steht leicht erhöht auf dem Anger des ehemaligen Dorfes, ist vom Friedhof umgeben und bildet den Mittelpunkt des alten Dorfkerns. Sie genießt Denkmalschutz.

## Geschichte

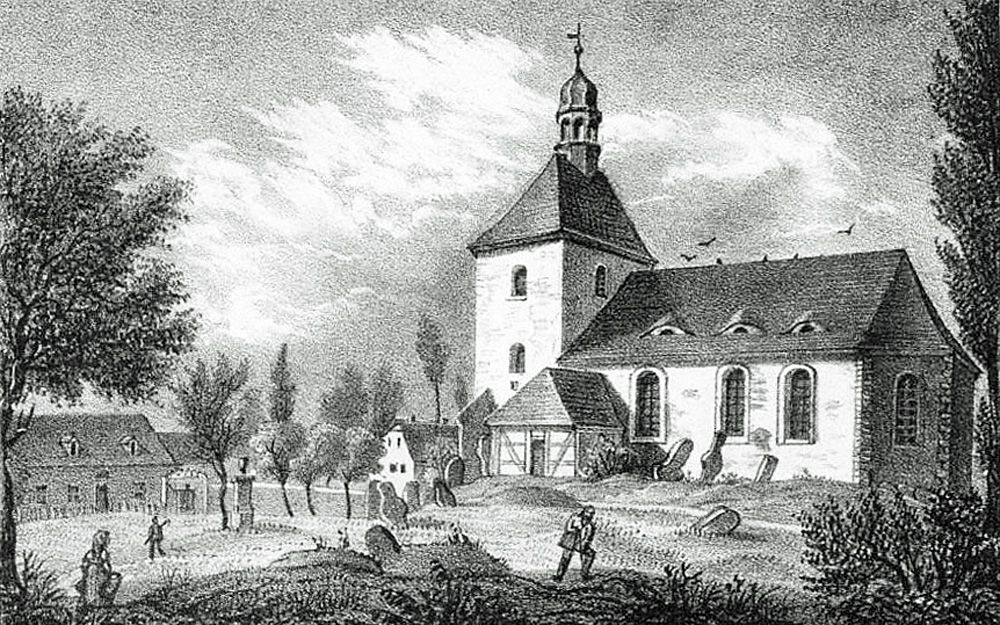
Die Kirche um 1840

Der erste Kirchenbau entstand im 12. oder 13. Jahrhundert, möglicherweise auf einer alten Kultstätte. Nach der Reformation wurde Hohenheida 1438 Universitätsdorf, das heißt, die Universität Leipzig wurde Lehnsherr und übernahm auch die Gerichtsbarkeit und die Kollatur der Kirche.
Um 1500 wurde die romanische Saalkirche umgebaut, nachdem sie bereits 1440 eine neue Glocke erhalten hatte. 1689/1690 wurde der Turm der Kirche auf dem alten Gewölbe neuerrichtet und fünf Jahre später eine Turmuhr installiert. Das Kirchenschiff wurde  1715/1716 neu und verlängert erbaut und erhielt im Inneren seine barocke Ausprägung mit Emporen und Kanzelaltar.
Der Turm trug nun einen barocken Dachreiter in Form einer offenen Laterne.
1765 erhielt die Kirche die erste Orgel. Sie wurde erbaut vom Leipziger Universitätsorgelbaumeister Johann Emanuel Schweinefleisch. Sie hatte 14 Manual- und zwei Pedalregister. 1855 wurde sie durch das Instrument von Urban Kreutzbach abgelöst. (Siehe unten)
1864 wurde die Kirche saniert und dabei der Zugang vom Anbau auf der Südseite in den Turm verlegt. Die Einbauten im Inneren wurden bis auf die Orgel vollständig erneuert. Erst 1963/1964 erhielt die Kirche Anschluss ans Stromnetz, sodass nun auch die Glocken elektrisch geläutet werden konnten. Bei der Neueindeckung des Daches 1971 wurde der Dachreiter des Turmes abgenommen. 1994 wurde die Kirche umfassend restauriert.

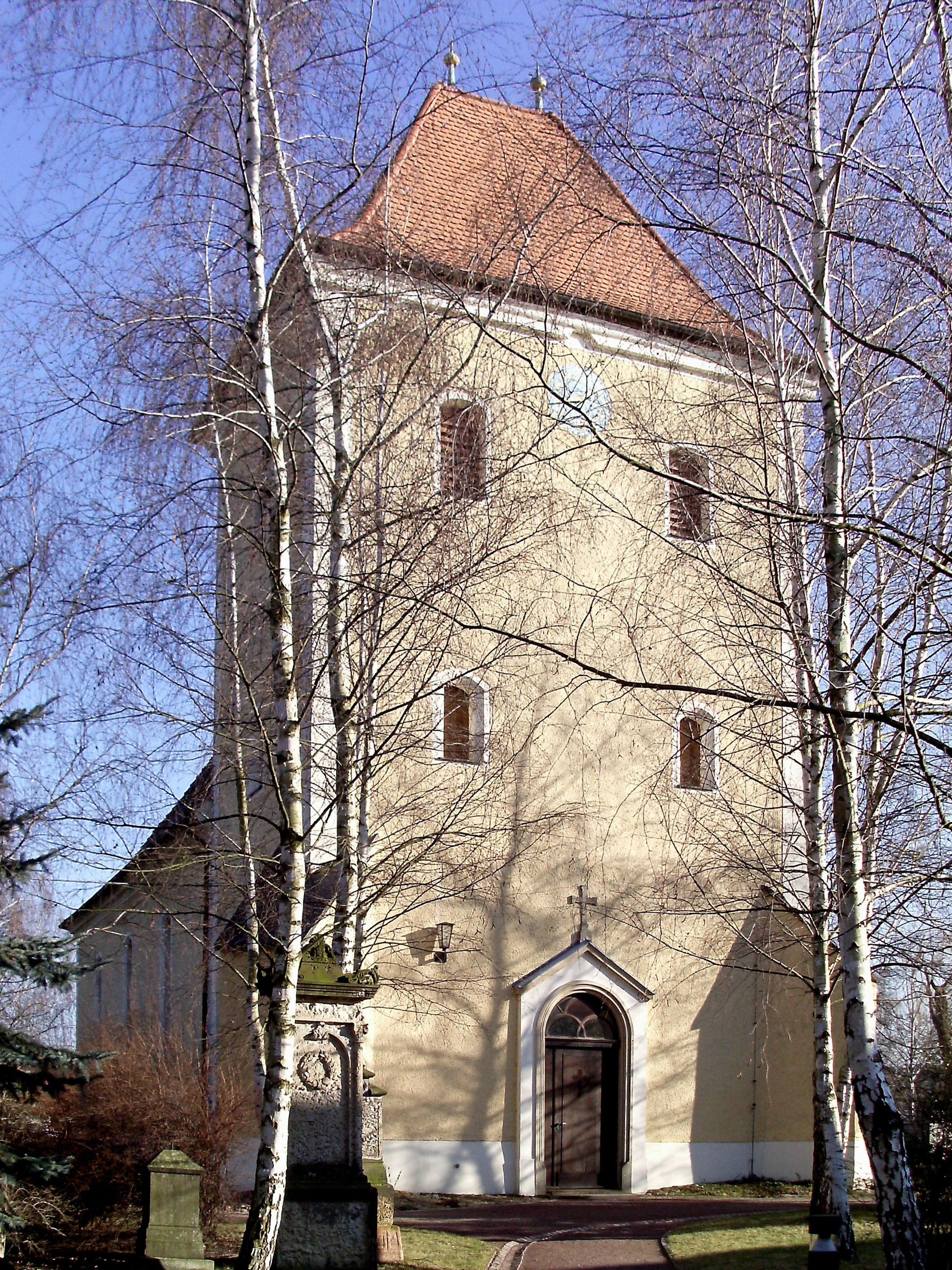
Die Kirche von Westen

## Architektur
Die Kirche Hohenheida weist wegen ihres hohen Alters und zahlreicher Umbauten sowohl romanische als auch gotische und barocke Merkmale auf. Der quergestellte Westturm in Gebäudebreite enthält in seinem unteren Bereich noch romanisches Mauerwerk. Durch ihn erfolgt der Zugang zur Kirche. Die drei Etagen des Turmes überragen nur knapp den Dachfirst des Langhauses. Der Turm hat an zwei Ecken kurze Strebepfeiler und trägt ein Walmdach.
Der etwa 20 m lange und 10 m breite Saal des Langhauses besitzt im Osten einen Dreiachtelschluss. An dessen Mittelteil schließt sich ein kleiner Sakristeianbau an, ebenfalls mit Dreiachtelschluss. Die Ecken der Schlüsse sind rustiziert. Die Kirche besitzt Segmentbogenfenster.

## Ausstattung
Im Innenraum läuft auf drei Seiten eine farbig gefasste Empore um. Die flache Decke trägt ein einfaches Stuckmuster. Der Altar ist ein schlichter Kanzelaltar. Rechts und links neben diesem finden sich farbige Bleiglasfenster aus dem Jahre 1913 mit den Themen „Moses mit den Gesetzestafeln“ und „Jesus als guter Hirte“. Der neugotische Taufstein stammt von 1855. Über dem Altarbereich schwebt ein barocker hölzerner Engel von einem früheren Taufbecken um 1720. Zur Ausstattung gehören weiter eine Marienstatue (Mondsichelmadonna) von etwa 1500 sowie eine Christusfigur aus der gleichen Zeit, beide beschädigt und ohne farbliche Fassung.

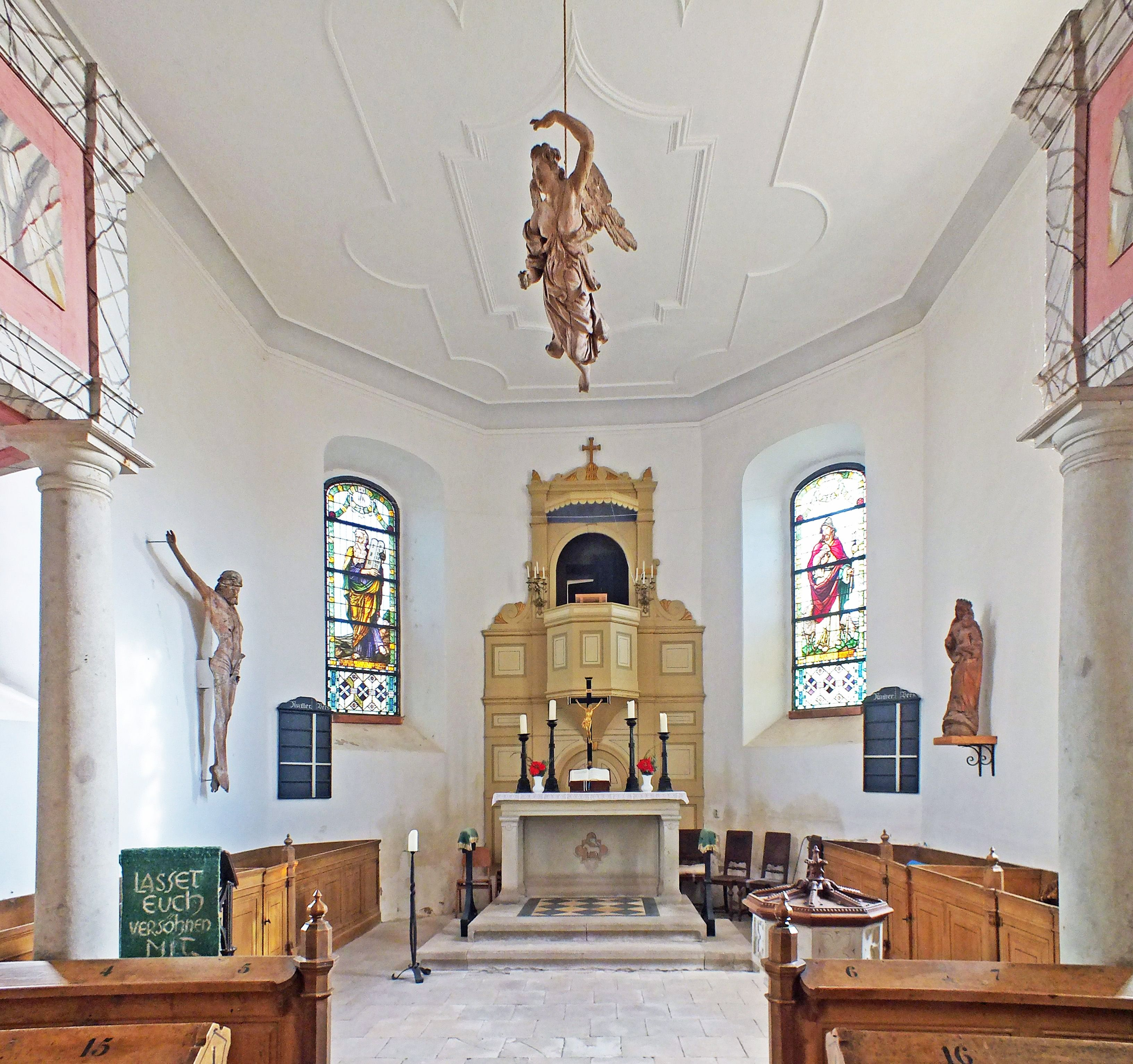
Altarbereich
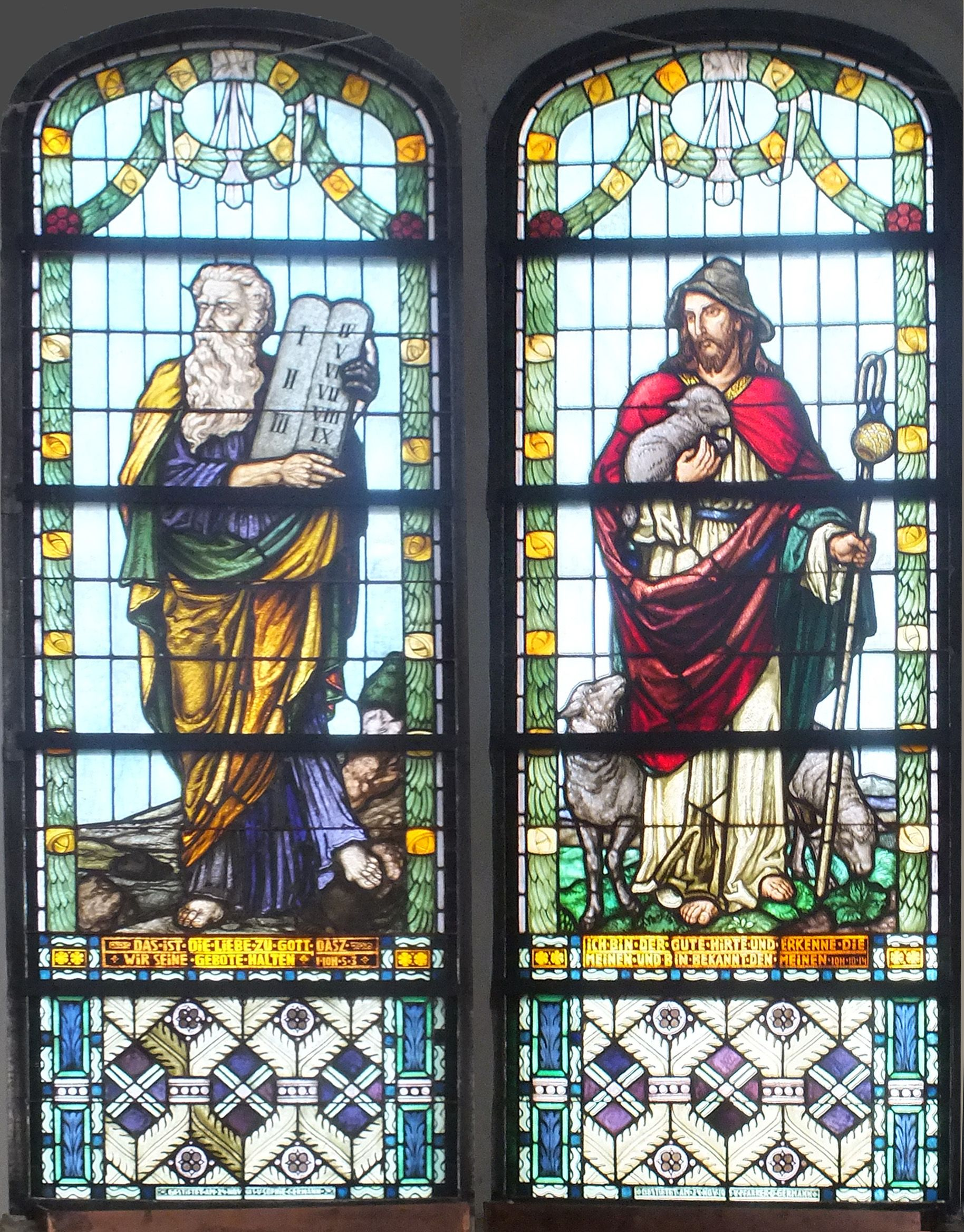
Farbglasfenster (1913)
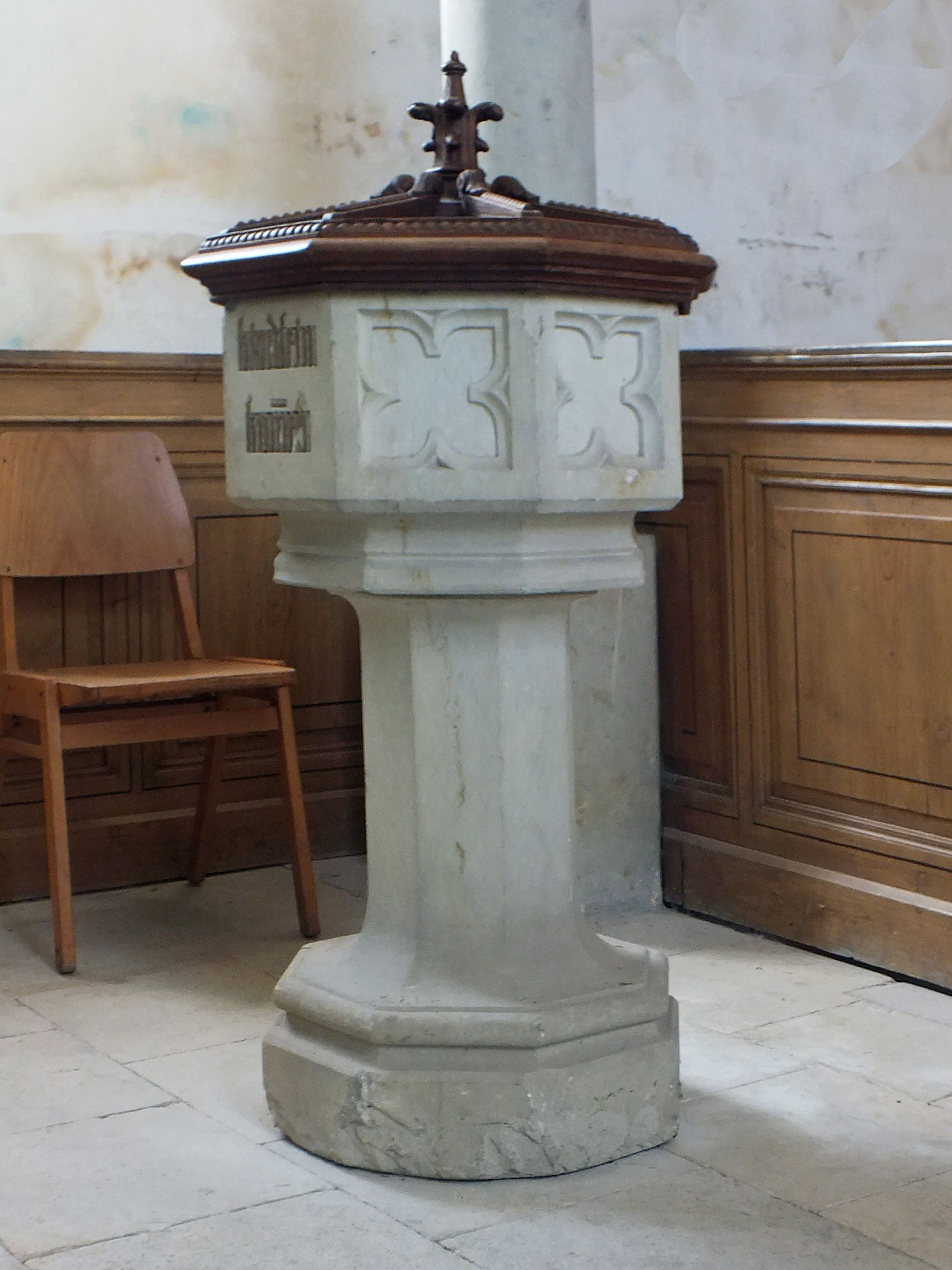
Neugotischer Taufstein
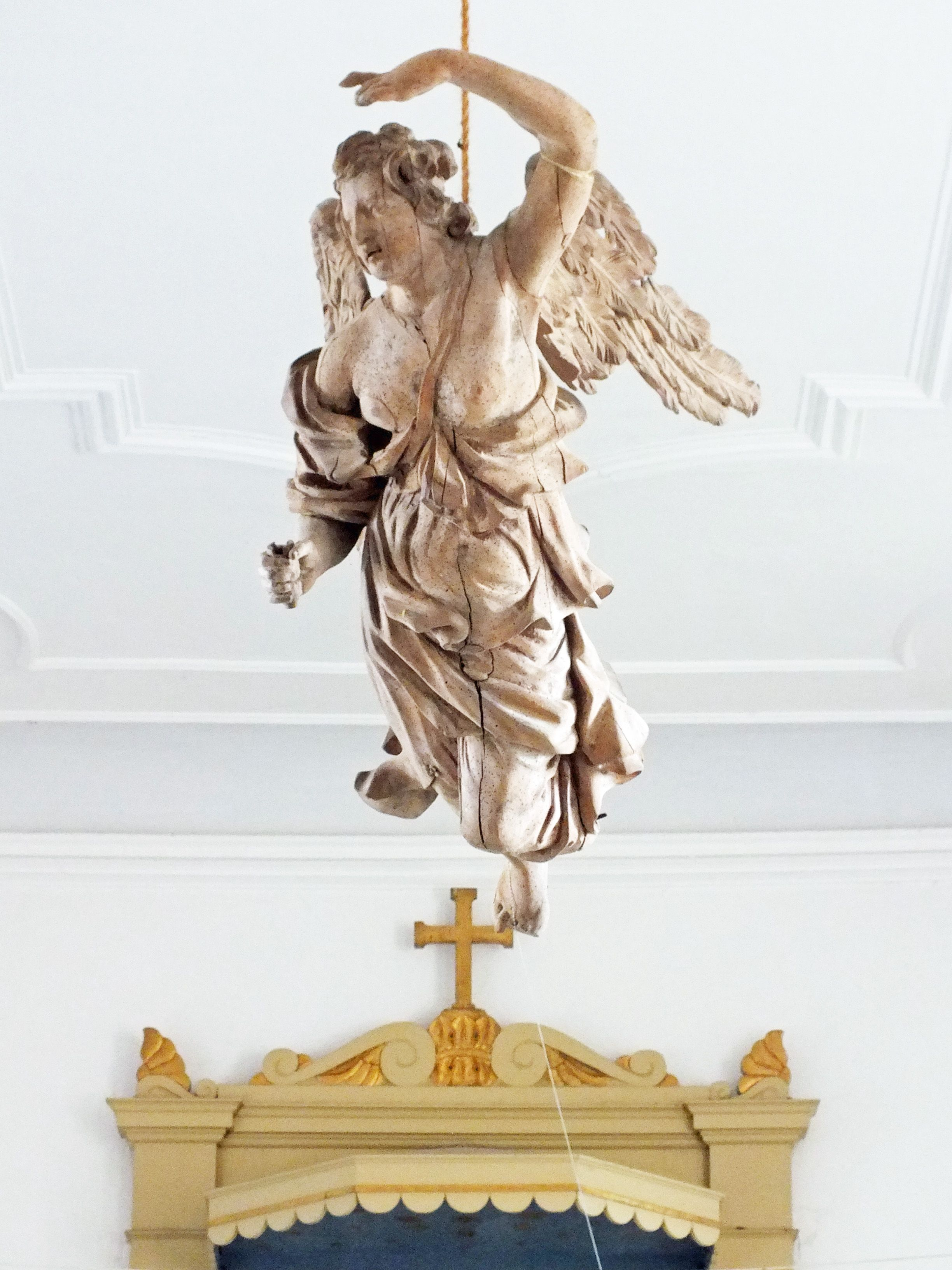
Barocker Schwebeengel
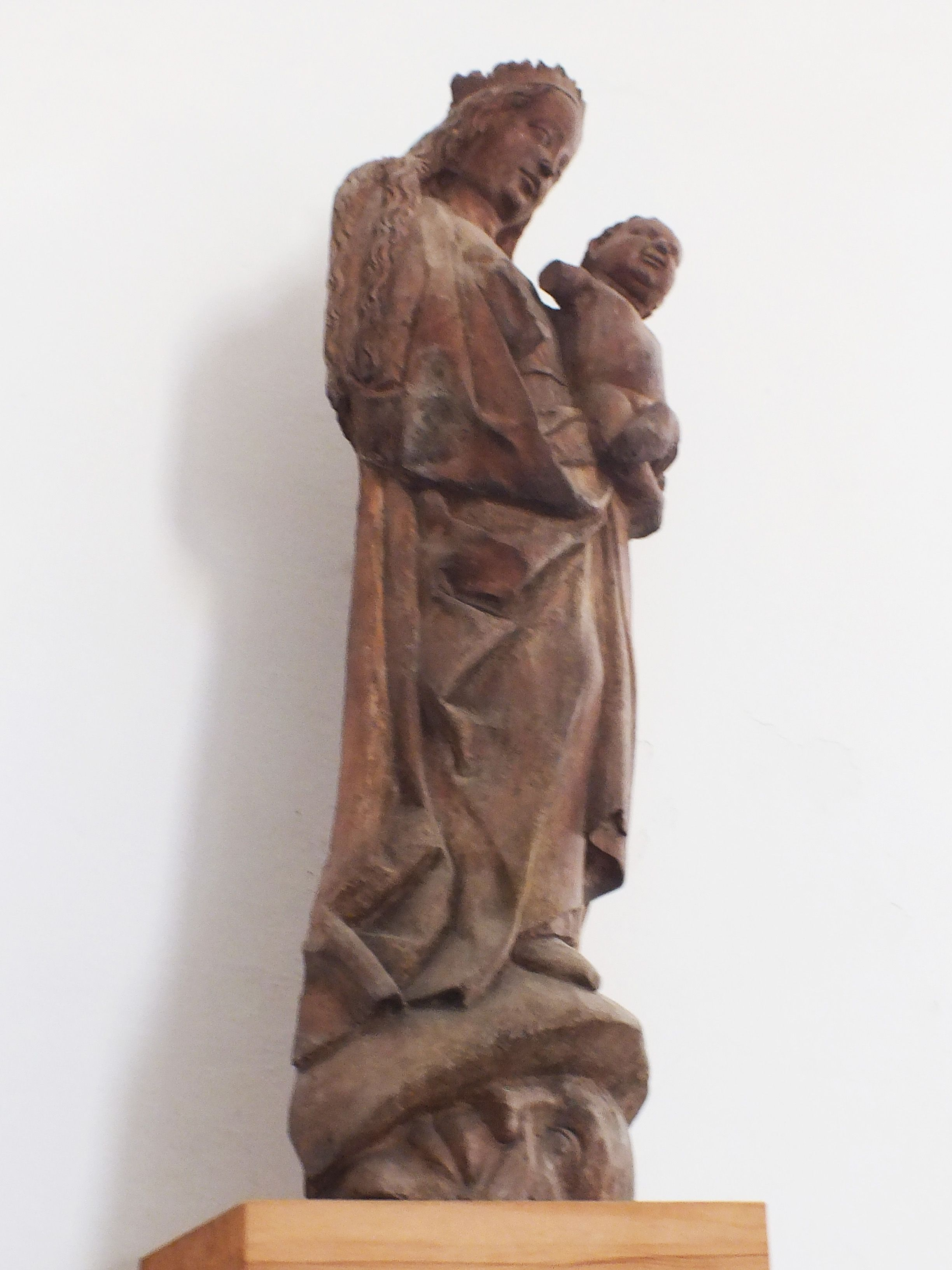
Madonna (um 1500)
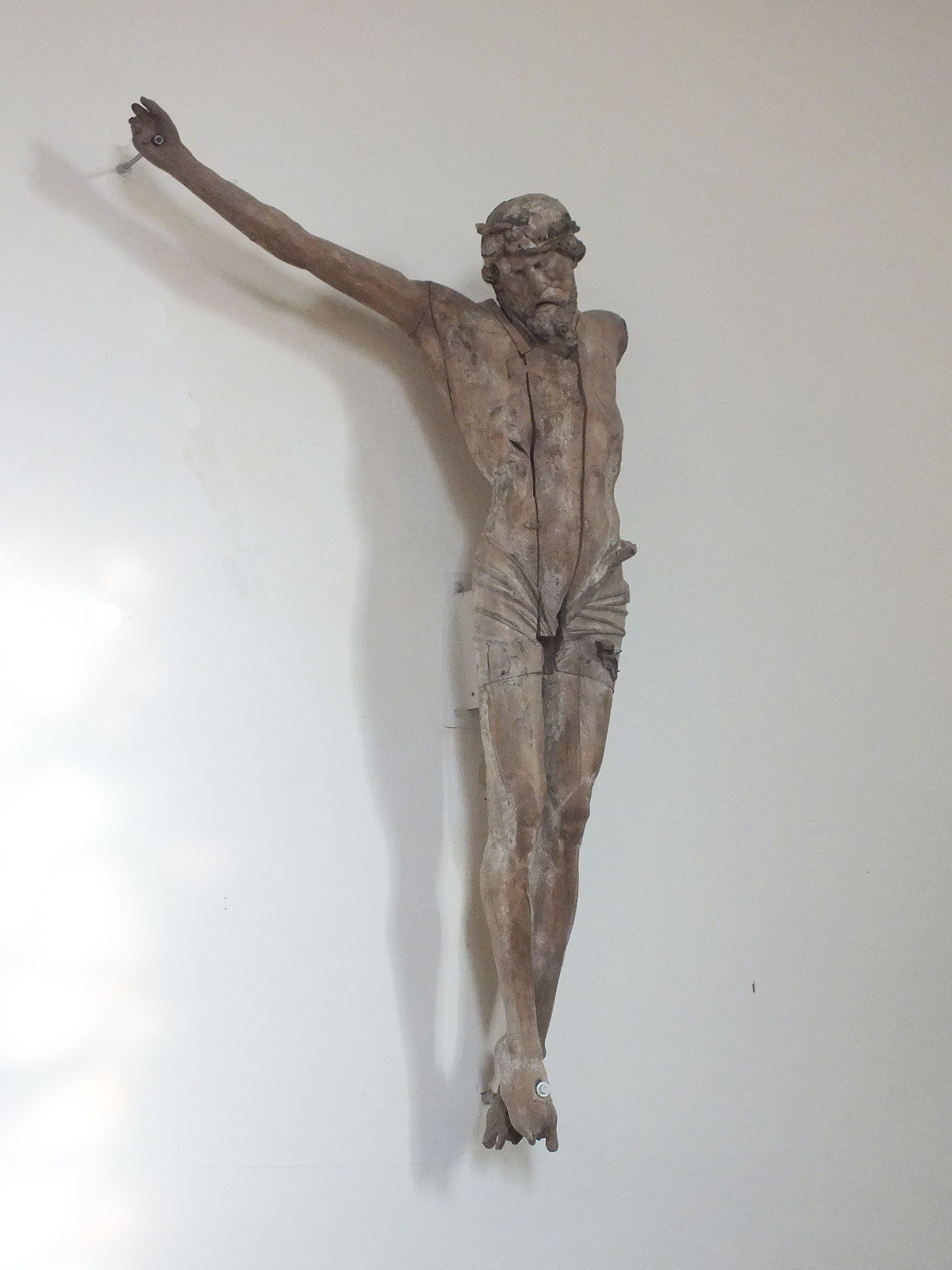
Kruzifixkorpus (um 1500)

### Orgel
Die Orgel stammt aus dem Jahr 1855  vom Bornaer Orgelbaumeister Urban Kreutzbach. Sie verfügt über 14 Register auf zwei Manualen und Pedal. 1994 führte die Orgelbaufirma Georg Wünning aus Großolbersdorf eine grundlegende Restaurierung des Instrumentes durch. Die Disposition lautet wie folgt:

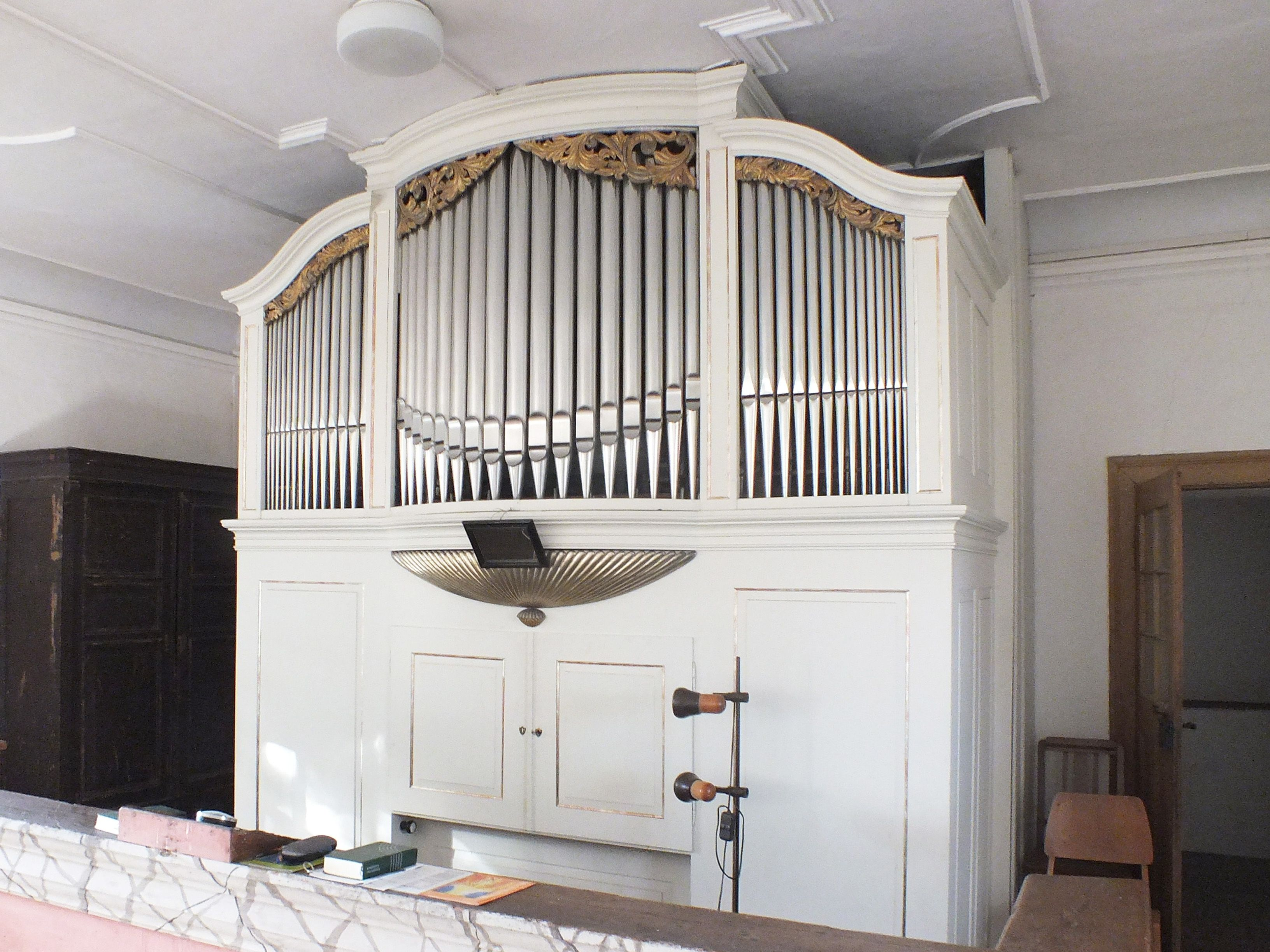
Kreutzbach-Orgel

| I Hauptwerk C–e3 |                     |     |
| 1.               | Bordun              | 16′ |
| 2.               | Principal           | 08′ |
| 3.               | Doppelflöte         | 08′ |
| 4.               | Viola di Gamba      | 08′ |
| 5.               | Octave              | 04′ |
| 6.               | Octave              | 02′ |
| 7.               | Cornett III (ab a0) |     |
| 8.               | Mixtur III          |     |

| II Hinterwerk C–e3 |            |    |
| 9.                 | Flöte      | 8′ |
| 10.                | Salicional | 8′ |
| 11.                | Principal  | 4′ |

| Pedal C–e1 |            |     |
| 12.        | Subbass    | 16′ |
| 13.        | Cello      | 08′ |
| 14.        | Fagottbass | 16′ |

- Koppeln: II/I, I/P

### Geläut
Im 2008 erneuerten historischen Glockenstuhl befinden sich drei bronzene Glocken. Die größte mit einem Durchmesser von 106 cm und einem Gewicht von 703 kg wurde im Jahr 1440 gegossen. Nach ihrer Inschrift heißt sie „Margarete“ (wie möglicherweise der frühere Name der Kirche). Die beiden kleineren Glocken sind dem 13. Jahrhundert zuzuordnen. Eine von ihnen war im Zweiten Weltkrieg zum Einschmelzen abtransportiert worden, konnte aber nach 1945 zurückgeführt werden.

## Kirchgemeinde
Die Kirche Hohenheida gehört gemeinsam mit den Kirchen in Gottscheina, Göbschelwitz, Plaußig, Portitz, Seehausen und Seegeritz zur Kirchgemeinde Plaußig-Hohenheida. An der Kirche Hohenheida bestehen ein Posaunenchor, ein Kirchenchor und eine Kurrende.
Das Pfarrerbuch Sachsen verzeichnet Pfarrer an der Kirche Hohenheida seit 1527.